# 2015-ös maratoni kajak-kenu világbajnokság
A 2015-ös maratoni kajak-kenu világbajnokságot Magyarországon, Győrben rendezték szeptember 11. és 13. között. Ez volt a harmadik alkalom, amikor Győr maratoni világbajnokságot rendezett.

## Összesített éremtáblázat
| Helyezés | Ország                  | Arany | Ezüst | Bronz | Összesen |
| -------- | ----------------------- | ----- | ----- | ----- | -------- |
| 1.       | Magyarország            | 12    | 10    | 5     | 27       |
| 2.       | Spanyolország           | 1     | 2     | 3     | 6        |
| 3.       | Dél-afrikai Köztársaság | 1     | 1     | 1     | 3        |
| 4.       | Csehország              | 1     | 1     | 0     | 2        |
| 5.       | Portugália              | 1     | 0     | 1     | 2        |
| 6.       | Ukrajna                 | 1     | 0     | 0     | 1        |
| 7.       | Lengyelország           | 0     | 1     | 1     | 2        |
| 7.       | Nagy-Britannia          | 0     | 1     | 1     | 2        |
| 7.       | Olaszország             | 0     | 1     | 1     | 2        |
| 8.       | Dánia                   | 0     | 0     | 2     | 2        |
| 9.       | Franciaország           | 0     | 0     | 1     | 1        |
| 9.       | Szerbia                 | 0     | 0     | 1     | 1        |
| Összesen | Összesen                | 17    | 17    | 17    | 51       |

## Érmesek

### Férfiak

#### Kajak
| Versenyszám        | Arany                                      | Arany       | Ezüst                                                  | Ezüst       | Bronz                                            | Bronz       |
| ------------------ | ------------------------------------------ | ----------- | ------------------------------------------------------ | ----------- | ------------------------------------------------ | ----------- |
| K-1 felnőtt 30 km  | Hank McGregor · Dél-afrikai Köztársaság    | 2:02:06,732 | Boros Adrián · Magyarország                            | 2:02:07,482 | Ivan Alonso · Spanyolország                      | 2:02:08,051 |
| K-2 felnőtt 30 km  | Boros Adrián · Solti László · Magyarország | 1:54:07,613 | Hank McGregor · Jasper Mocke · Dél-afrikai Köztársaság | 1:54:08,176 | Álvaro Fernández · Walter Bouzán · Spanyolország | 1:54:36,051 |
| K-1 ifjúsági 22 km | Györgyjakab Máté · Magyarország            | 1:30:20,724 | Zyggy Chmiel · Nagy-Britannia                          | 1:31:26,381 | Petró Erik · Magyarország                        | 1:33:11,837 |
| K-2 ifjúsági 22 km | Mayer Keán · Petró Erik · Magyarország     | 1:26:23,520 | Ács Péter · Erdőssy Csaba · Magyarország               | 1:27:35,495 | Luke Harding · Magnus Gregory · Nagy-Britannia   | 1:28:00,977 |
| K-1 U23 26 km      | Alejandro Sanchez · Spanyolország          | 1:46:32,731 | Máthé Krisztián · Magyarország                         | 1:46:57,962 | Solti László · Magyarország                      | 1:47:40,019 |

#### Kenu
| Versenyszám        | Arany                                           | Arany       | Ezüst                                      | Ezüst       | Bronz                                             | Bronz       |
| ------------------ | ----------------------------------------------- | ----------- | ------------------------------------------ | ----------- | ------------------------------------------------- | ----------- |
| C-1 felnőtt 26 km  | Kövér Márton · Magyarország                     | 2:03:36,479 | Manuel Campos · Spanyolország              | 2:03:49,163 | Nuno Barros · Portugália                          | 2:06:20,147 |
| C-2 felnőtt 26 km  | Kövér Márton · Dóczé Ádám · Magyarország        | 1:53:48,898 | Óscar Graña · Ramón Ferro · Spanyolország  | 1:58:08,295 | Jose Sanchez · Manuel Campos · Spanyolország      | 1:58:10,277 |
| C-1 ifjúsági 18 km | Joao Amorim · Portugália                        | 1:27:37,893 | Koleszár Zoltán · Magyarország             | 1:28:54.506 | Laczó Dániel · Magyarország                       | 1:32:24,256 |
| C-2 ifjúsági 18 km | Koleszár Zoltán · Moldován Milán · Magyarország | 1:24:16,492 | Hajnal Jenő · Takács Mihály · Magyarország | 1:25:25,144 | Dominik Novacki · Mateusz Borgiel · Lengyelország | 1:26:21,346 |
| C-1 U23 26 km      | Balla Levente · Magyarország                    | 1:46:46,147 | Patryk Gluza · Lengyelország               | 1:47:15,715 | Varga Patrik · Magyarország                       | 1:49:43,195 |

### Nők

#### Kajak
| Versenyszám        | Arany                                         | Arany       | Ezüst                                        | Ezüst       | Bronz                                        | Bronz       |
| ------------------ | --------------------------------------------- | ----------- | -------------------------------------------- | ----------- | -------------------------------------------- | ----------- |
| K-1 felnőtt 26 km  | Anna Kožíšková · Csehország                   | 1:56:28,847 | Csay Renáta · Magyarország                   | 1:58:17,278 | Kristina Bedeč · Szerbia                     | 1:59:21,597 |
| K-2 felnőtt 26 km  | Csay Renáta · Bara Alexandra · Magyarország   | 1:50:43,535 | Lenka Hrochová · Anna Kožíšková · Csehország | 1:51:41,185 | Stefania Cicali · Anna Alberti · Olaszország | 1:52:09,385 |
| K-1 ifjúsági 18 km | Sólyom Dóra · Magyarország                    | 1:25:49,323 | Pető Réka · Magyarország                     | 1:25:50,529 | Cathrine Rask · Dánia                        | 1:27:12,742 |
| K-2 ifjúsági 18 km | Fritz Anett · Jeszenszky Petra · Magyarország | 1:20:23,682 | Nagy Viktória · Korsós Zsófia · Magyarország | 1:20:44,232 | Cathrine Rask · Anne-Sofie Winther · Dánia   | 1:21:08,820 |
| K-1 U23 22 km      | Kiszli Vanda · Magyarország                   | 1:39:07,041 | Susanna Cicali · Olaszország                 | 1:39:46.135 | Jenna Ward · Dél-afrikai Köztársaság         | 1:39:56,210 |

#### Kenu
| Versenyszám        | Arany                          | Arany       | Ezüst                        | Ezüst       | Bronz                            | Bronz       |
| ------------------ | ------------------------------ | ----------- | ---------------------------- | ----------- | -------------------------------- | ----------- |
| C-1 felnőtt 18 km  | Lakatos Zsanett · Magyarország | 1:40:37.926 | Takács Kincső · Magyarország | 1:45:27.821 | Marine Sansinena · Franciaország | 1:47:01,753 |
| C-1 ifjúsági 14 km | Ljudmila Babak · Ukrajna       | 1:18:36,826 | Bónyai Regina · Magyarország | 1:19:59,333 | Bragato Giada · Magyarország     | 1:21:10,295 |